# Hyun Song Shin

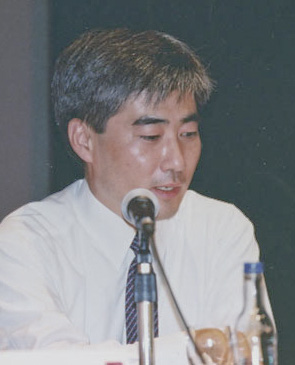
Hyun Song Shin (2009)

Hyun Song Shin (Koreanisch: 신현송, * 1959) ist ein südkoreanischer Finanztheoretiker und Finanzwissenschaftler, der auf dem Gebiet globaler Spiele forschte. Seit dem 1. Mai 2014 ist er für fünf Jahre zum Chefökonom der Bank für Internationalen Zahlungsausgleich (BIZ) in Basel verpflichtet. Shin gehört zu den am häufigsten erwähnten Ökonomen auf FAZIT.

## Biografie
Hyun Song Shin lehrte von 2000 bis 2005 an der London School of Economics, bevor er zur Universität Princeton ging. Seine wissenschaftliche Basis entstammt der Finanztheorie, nicht der Makroökonomie, was bei der Analyse von Finanzmärkten und ihren Teilnehmern Vorteile besitzt. Im Jahr 2006 wurde er Hughes-Rogers-Professor für Wirtschaftswissenschaften in Princeton. Im Jahr 2010 war er als Berater von Südkoreas Präsident Lee Myung-bak auf dem Feld internationale Wirtschaft, insbesondere in Bezug auf den G20-Gipfel in Seoul 2010 tätig.
Er hält einen Ph.D. und MPhil in Wirtschaftswissenschaften von der Universität Oxford (Nuffield College) und einen BA in Philosophie, Politik und Wirtschaftswissenschaften von der gleichen Universität. Shin gehört, zusammen mit Claudio Borio, zu den führenden Vertretern der Ansicht, dass es bei der Analyse internationaler Kapitalbewegungen sehr wichtig ist, die Bruttokapitalflüsse zu betrachten und nicht nur die Salden der Kapitalbilanz, wie es in traditionellen Betrachtungen geschieht.
Shin ist Autor zahlreicher Publikationen in den Bereichen Geldpolitik, Bank-, Finanz- und Finanzstabilitätsfragen. 2005 wurde er zum Mitglied der British Academy gewählt, 2023 der American Academy of Arts and Sciences.